# Sacramento River Cats
De Sacramento River Cats is een Minor league baseballteam uit Sacramento, Californië. Ze spelen in de Southern Division van de Pacific Conference van de Pacific Coast League. Hun stadion heet Raley Field. Ze zijn verwant aan de Oakland Athletics.